# Jan Gmyrek
Jan Wojciech Gmyrek, poljski rokometaš, * 2. marec 1951, Krakov.
Leta 1972 je na poletnih olimpijskih igrah v Münchnu v sestavi poljske rokometne reprezentance osvojil deseto mesto.
Čez štiri leta je z reprezentanco osvojil bronasto medaljo.